# Ursus arctos nelsoni
El oso grizzly mexicano (Ursus arctos horribilis anteriormente Ursus actos nelsoni), también conocido como oso pardo mexicano, es una población extinta del oso grizzly en México, un mamífero omnívoro de la familia  de los úrsidos.
El holotipo fue cazado por H. A. Cluff en el estado de Chihuahua en 1899. El extinto oso pardo de California se extendía ligeramente hacia el sur de Baja California mientras que los osos pardos mexicanos en Durango, Coahuila, Chihuahua y Sonora probablemente estaban más relacionado con los osos de Arizona, Nuevo México y Texas que con los de California.

## Descripción
Conocido en el idioma ópatas como «pissini», el oso pardo mexicano fue uno de los mamíferos más grandes de México. Alcanzó una longitud de 1,83 m y un peso promedio de 318 kg. Debido a su piel plateada a menudo se le denomina "oso plateado" (el oso de plata). El oso pardo mexicano era más pequeño que los osos pardos en los Estados Unidos y Canadá. El color general era leucocitario amarillento pálido variando a grisáceo-blanco, canoso desde el color más oscuro del pelaje. Las muestras de pelaje desgastado variado de color marrón amarillento y rojizo. Los pelos más largos de piel estaban en la garganta y los flancos. El vientre estaba escasamente cabelludo que carece del grueso pelaje de la espalda y los flancos.

## Rango y hábitat
El oso pardo mexicano habitaba los territorios del norte y centro de México, en particular, los pastizales templados y los bosques de pino de montaña. Su gama anterior accesible desde Arizona a Nuevo México y México.

## Biología
Al igual que todos los osos pardos, los osos pardos mexicanos eran omnívoros. Su dieta consistía principalmente en plantas, frutas e insectos, y se informó que era muy aficionado a las hormigas, como la mayoría de los osos pardos. De vez en cuando también se alimenta de pequeños mamíferos y carroña. Las hembras producen una a tres crías cada tres años aproximadamente.

## Causas de su extinción
Los primeros europeos que entraron en contacto con el oso pardo mexicano fueron los exploradores españoles en el siglo XVI cuando Francisco Vázquez de Coronado fue en una expedición para encontrar las Siete Ciudades de Oro. Su viaje comenzó en la Ciudad de México en 1540 y fue al norte de Nuevo México y las llanuras de Buffalo, en los actuales estados de Texas y Kansas.
Debido a que los osos cazaban ganado de vez en cuando se les consideró una plaga por los agricultores. El oso grizzly mexicano fue atrapado, cazado y envenenado, y para 1930 escaseaban. Su área de distribución original se redujo a las tres montañas aisladas Cerro Campana (México) Cerro Santa Clara (México) y Sierra del Nido a 80 km al norte de Chihuahua en el estado de Chihuahua. Para 1960 sólo quedaban 30 especímenes. A pesar de su estado de protección, la caza continuó. Para 1964 el oso pardo mexicano fue considerado como extinto. Después de escuchar los rumores de que algunos individuos que sobreviven en un rancho en las cabeceras del río Yaqui en el estado de Sonora en 1968, el biólogo estadounidense Dr. Carl B. Koford fue en una expedición de tres pero sin éxito. Un oso pardo mexicano fue asesinado en 1976 en Sonora, el cuarto confirmado en Sonora y la primera en muchas décadas. El oso pardo mexicano ahora se presume extinto, o tal vez sólo extirpado.
Aunque podría ser posible que aún existiera algún espécimen de este úrsido con vida, sustentados en parte por los supuestos avistamientos esporádicos que dicen haberse dado de parte de leñadores, guardabosques y granjeros de localidades en estados al norte de México (Chihuahua, Coahuila y Sonora); aunque pudo ser confundido por osos negros americanos, y aunque aún podría haber algún espécimen no encontrado esto no está confirmado.